# مسروپ خیزان
مسروپ خیزان (ارمنی: Մեսրոպ Խիզանցի؛ انگلیسی: Mesrop of Khizan؛ ۱۵۶۰ – ۱۶۵۲) نقاش، تصویرگر ارمنی‌تبار اهل  بود.

## زندگی‌نامه
وی در ۱۵۶۰ در به دنیا آمد . وی در ۱۶۵۲ در سن ۹۲ سالگی در  درگذشت.

## نگارخانه

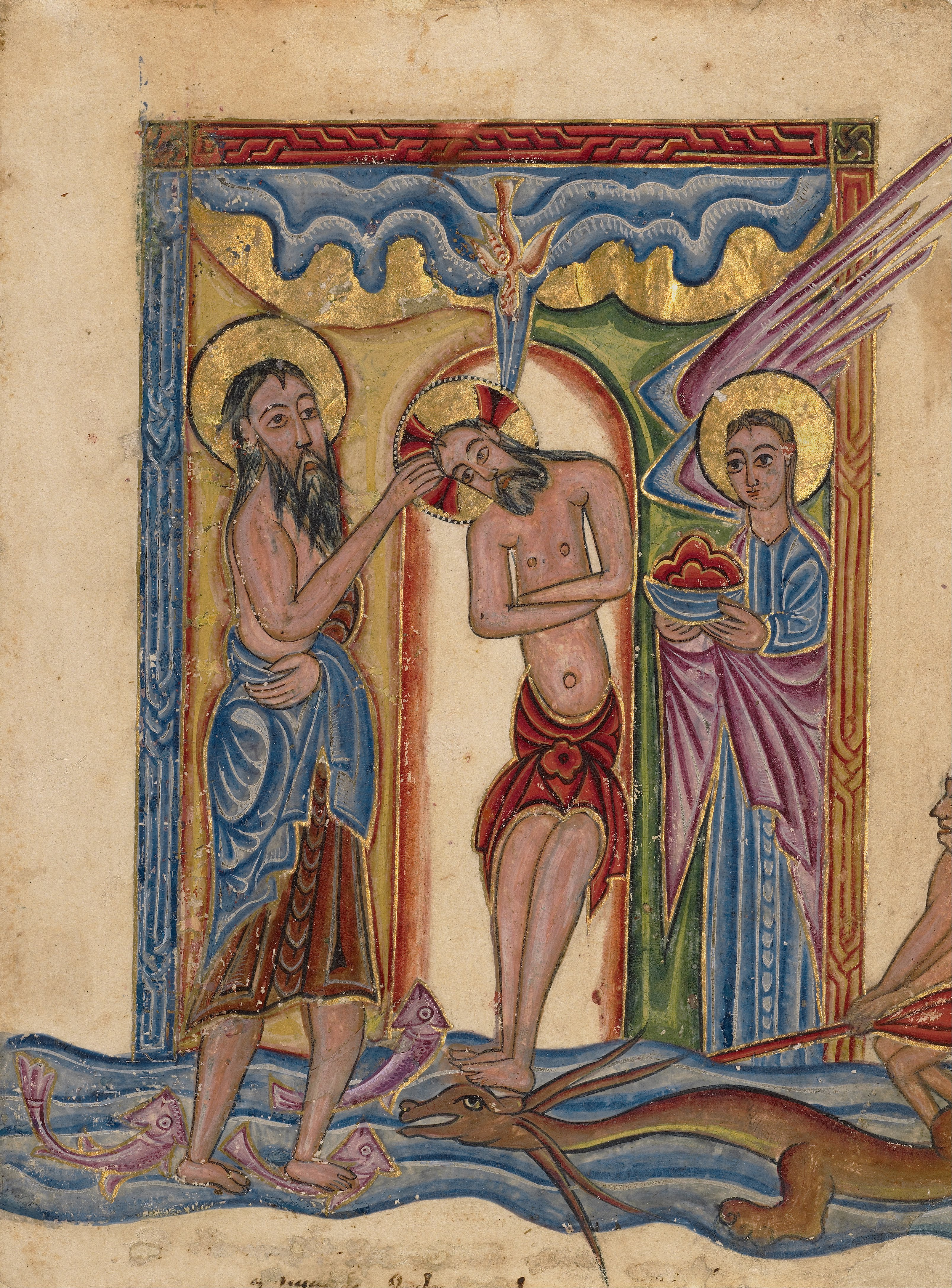
غسل تعمید مسیح, ۱۶۱۵
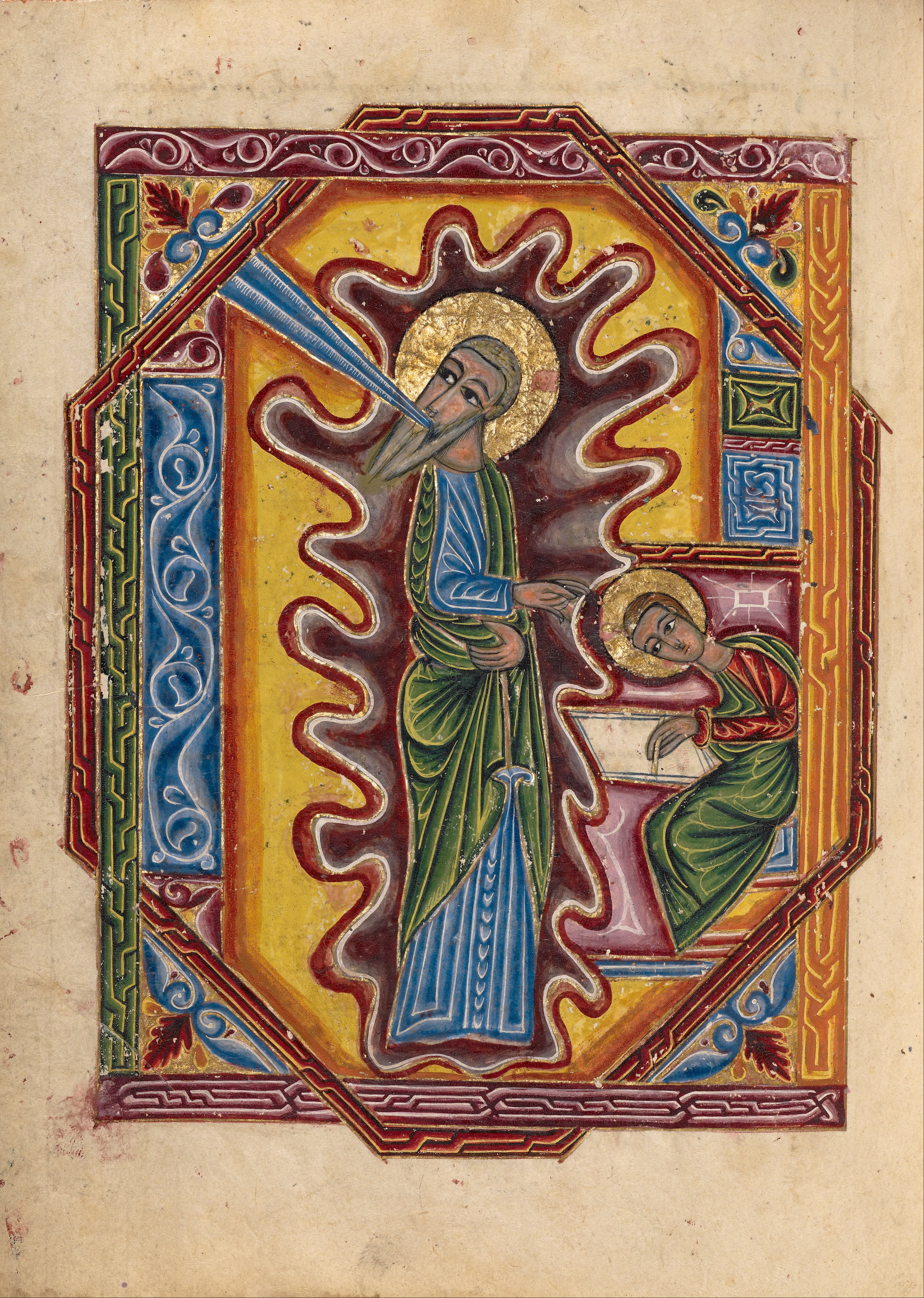
یوحنای انجیلی مقدس, ۱۶۱۵
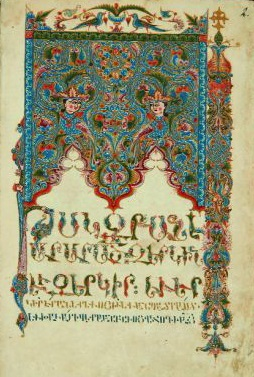
انجیل ارمنی اثر مسروپ خیزان
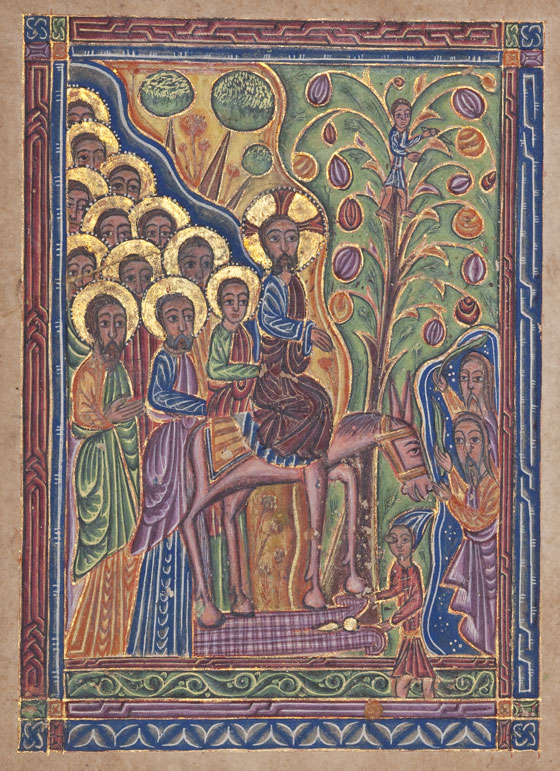
Christ's Entry into Jerusalem, ۱۶۱۸–۱۶۲۲
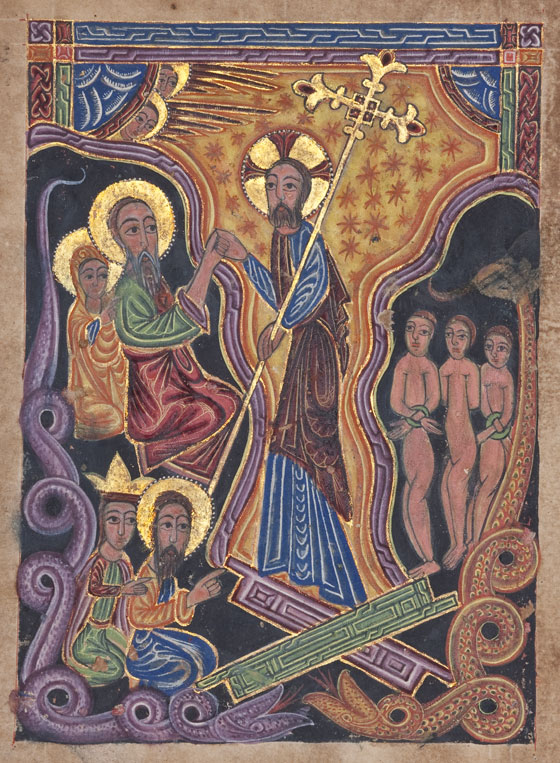
Harrowing of Hell, ۱۶۱۸–۱۶۲۲